# Boltasjön
Boltasjön är en sjö i Falkenbergs kommun i Halland och ingår i Suseåns huvudavrinningsområde.